# چراغ‌های ناتمام
چراغ‌های ناتمام فیلمی به کارگردانی مصطفی سلطانی، نویسندگی محسن جسور و تهیه‌کنندگی مجتبی امینی و مجید اسماعیلی محصول سال ۱۳۹۵ است.

## خلاصه فیلم
فیلم سینمایی «چراغ‌های ناتمام» دربارهٔ نویسنده‌ای پایبند به باورهای اعتقادی است که به دنبال مضمونی مرتبط با باورهایش می‌گردد.

## بازیگران
- مجید صالحی
- شقایق فراهانی
- علیرضا استادی
- حسین مهری
- الهام نامی
- حسین ملکی
- داریوش ارجمند
- محبوبه تفضلی